# Alchemilla petraea
Alchemilla petraea är en rosväxtart som beskrevs av Robert Buser och Maillefer. Alchemilla petraea ingår i släktet daggkåpor, och familjen rosväxter. Inga underarter finns listade i Catalogue of Life.